# Жуалински район
Жуалински район (на казахски: Жуалы ауданы) е съставна част на Жамбълска област, Казахстан, с обща площ 4192 km2 и население 52 965 души (по приблизителна оценка към 1 януари 2020 г.).
Административен център е село Бауиржан-Мамиш-Ули.